# Caprino Veronese
Caprino Veronese (velenceiül Cavrin Veronexe) település Olaszországban, Veneto régióban, Verona megyében. Lakosainak száma 8698 fő (2023. január 1.). Caprino Veronese Brentino Belluno, Costermano, Ferrara di Monte Baldo, Rivoli Veronese és San Zeno di Montagna községekkel határos.

## Népesség
A település népességének változása:
| Lakosok száma | 8394 | 8399 | 8698 |
|               | 2017 | 2018 | 2023 |